# Гарц (Рюген)
Гарц (нім. Garz) — місто у Німеччині, розташоване в землі Мекленбург-Передня Померанія, у південній частині острова Рюген, є найстарішим та найменшим містом на острові.

## Географія
Входить до складу району Передня Померанія-Рюген. Складова частина об'єднання громад Берген-ауф-Рюген.
Площа — 65,44 км2. Населення становить 2215 ос. (станом на 31 грудня 2020).

## Історія
До 1168 року тут стояв слов'янський замок Кореніца. Назва міста Гарц, імовірно, походить від слов'янського слова «ґард» — фортеця.
у 1168 році король Данії Вальдемар I із його архієпископом Абсалоном завоював місто, воно здалося через кілька днів після перемовин з ругійськими князями Теславом і Яромаром. Храми були зруйновані, а люди охрещені.
Після Тридцятилітньої війни місто, як і увесь острів Рюген, перейшло до Швеції та було її власності до 1815 року, після чого відійшло прийшов до Пруссії.
Біля міста знаходилось давньослов'янське святилище Коженіца, яке у Саксон Граматик згадує її під назвою Карентія.

## Клімат
Клімат помірний морський. Зими особливо не холодні, з середніми температурами у січні та лютому 0.0 °C. Літо прохолодне з середньою температурою у серпні 16.3 °C.
Середня кількість опадів 520—560 мм і приблизно 1800—1870 годин сонячного світла щорічно.

## Населення
| 1990   | 1995   | 2000   | 2005   | 2006   | 2008   | 2009   | 2010   | 2012   | 2013   | 2015   | 2016   |
| ------ | ------ | ------ | ------ | ------ | ------ | ------ | ------ | ------ | ------ | ------ | ------ |
| → 1919 | ↘ 1815 | ↘ 1738 | ↗ 2605 | ↘ 2567 | ↘ 2453 | ↘ 2403 | ↘ 2343 | ↘ 2210 | ↗ 2222 | ↘ 2213 | ↗ 2220 |

## Відомі особистості
В поселенні народився:
- Авраменко Володимир Анатолійович (* 1945) — український прозаїк.

## Пам'ятки
- Церква Святого Петра, побудована у середині XIV століття в готичному стилі.
- Будинок, у якому народився письменник Ернст Моріц Арндт.
- Музей Ернста Моріца Арндта.
- Залишки слов'янської фортеці.

## Світлини

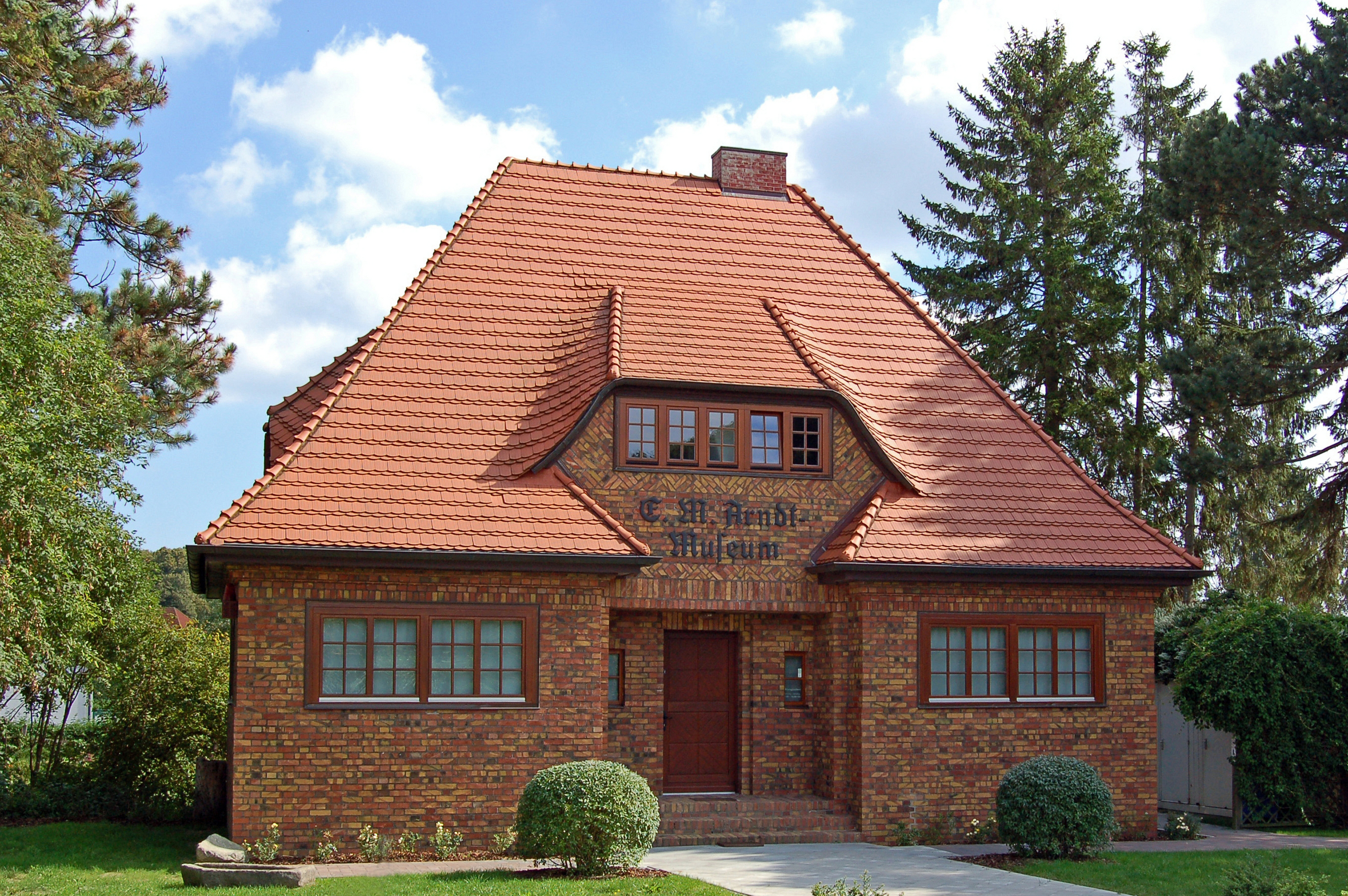
музей Ернста Моріца Арндта
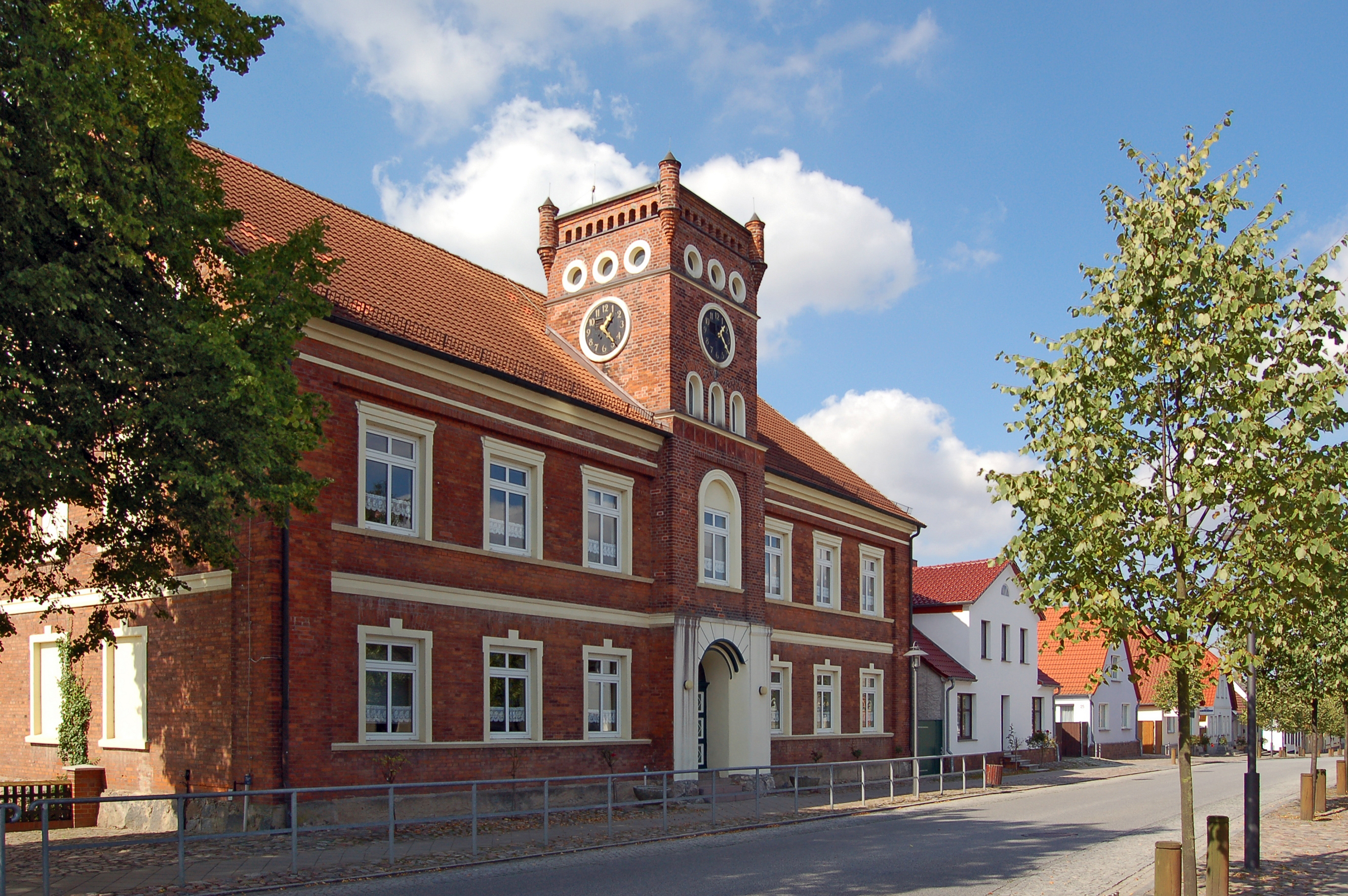
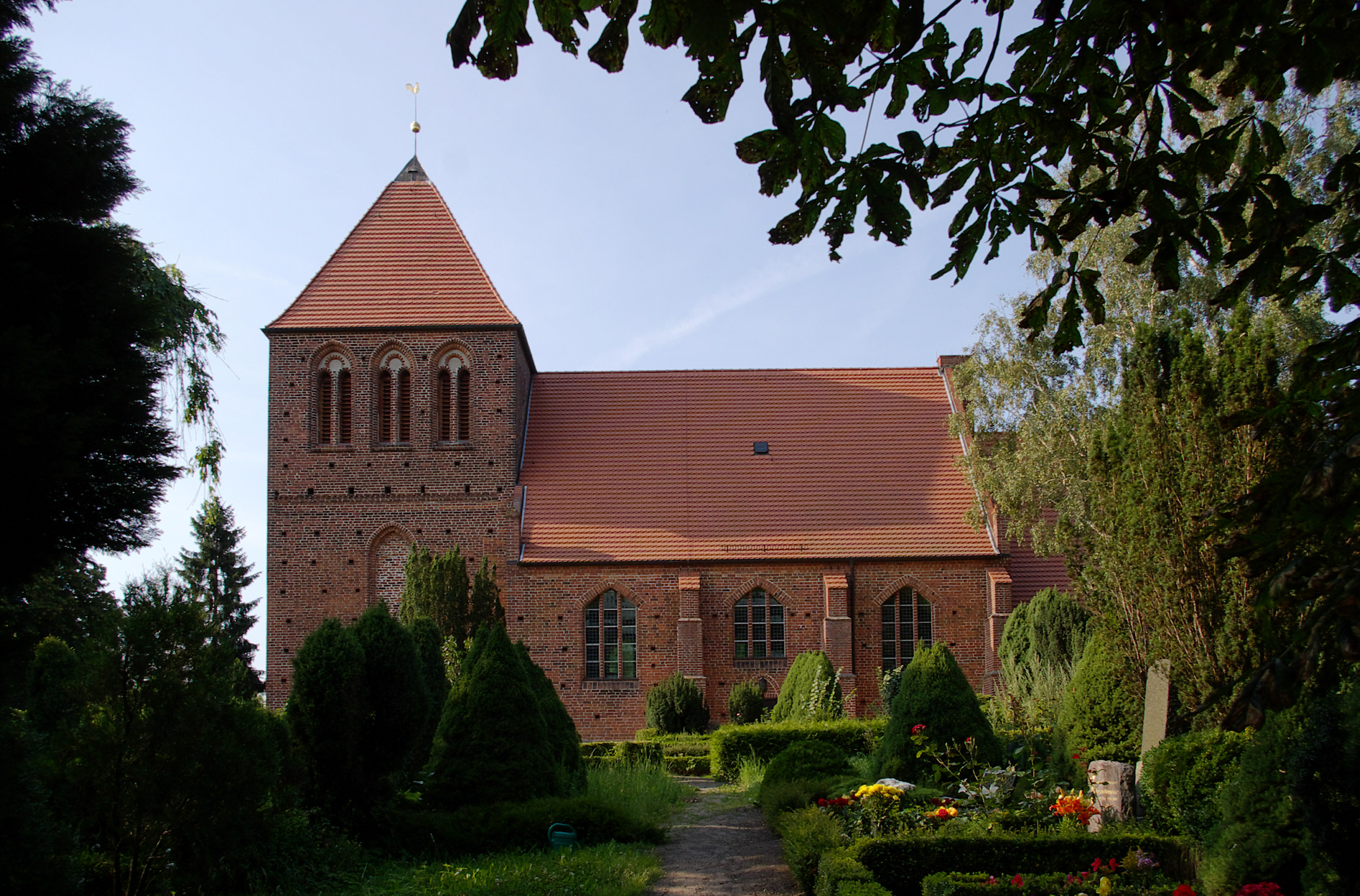
Церква Святого Петра
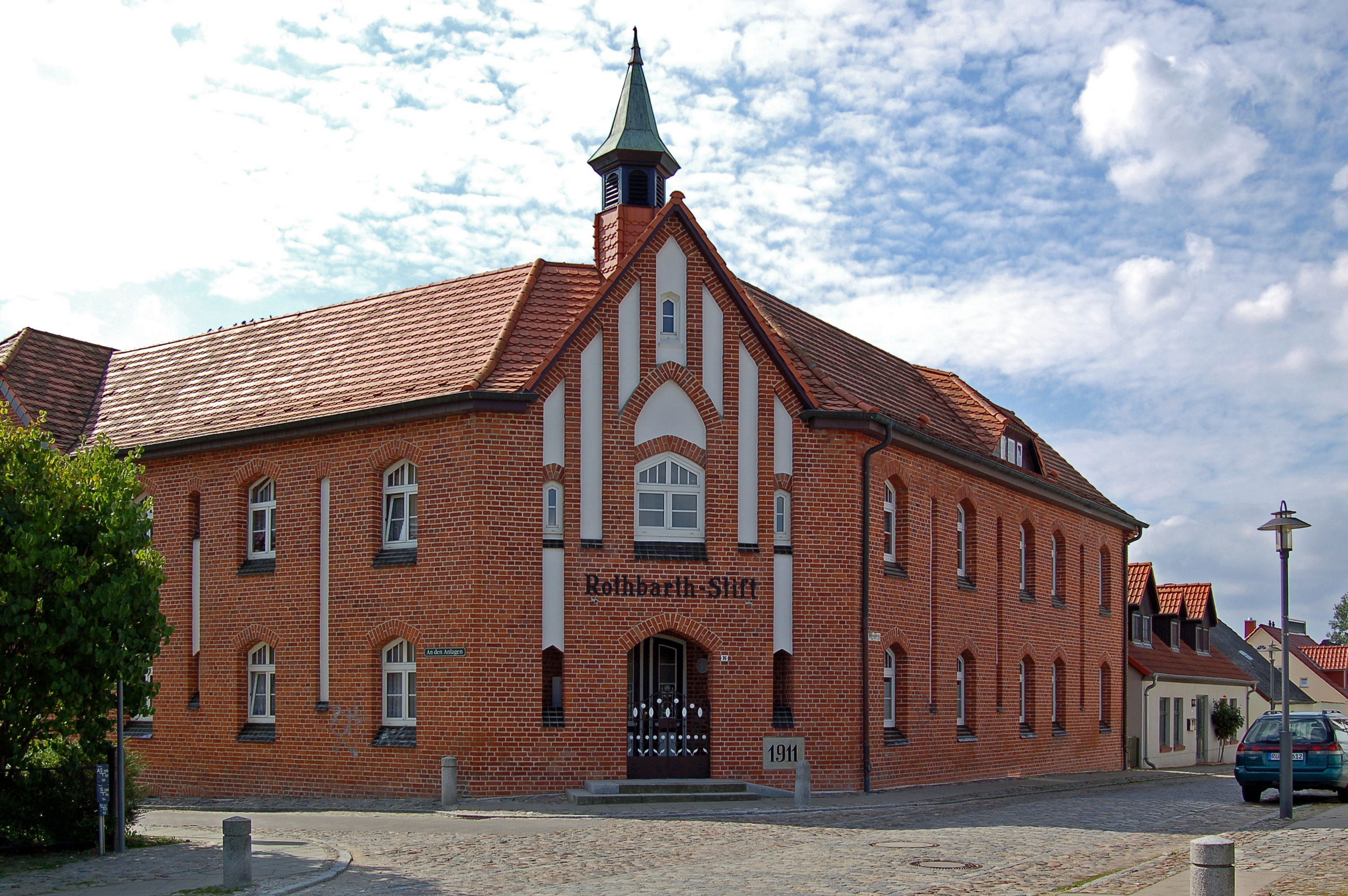
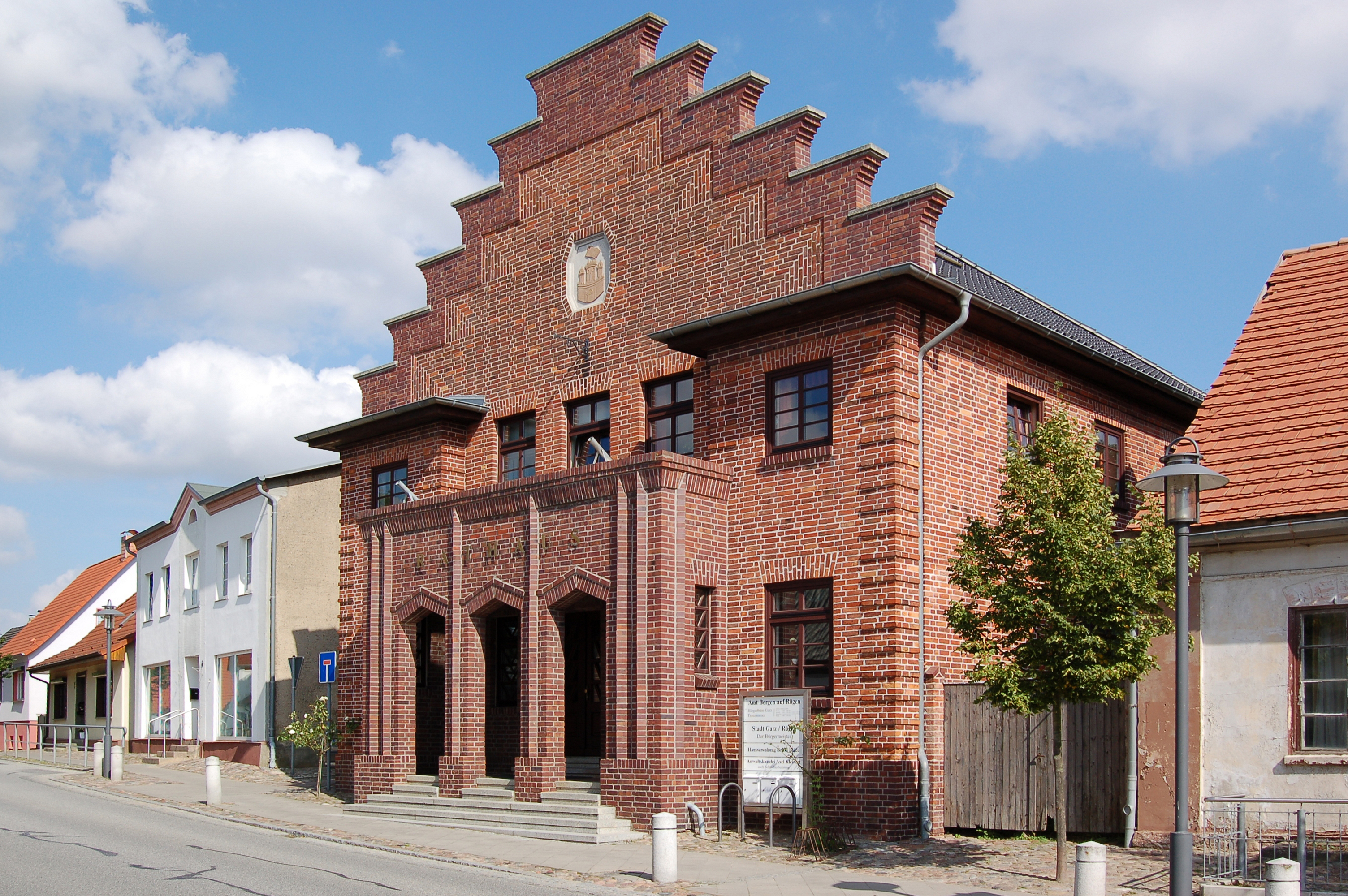
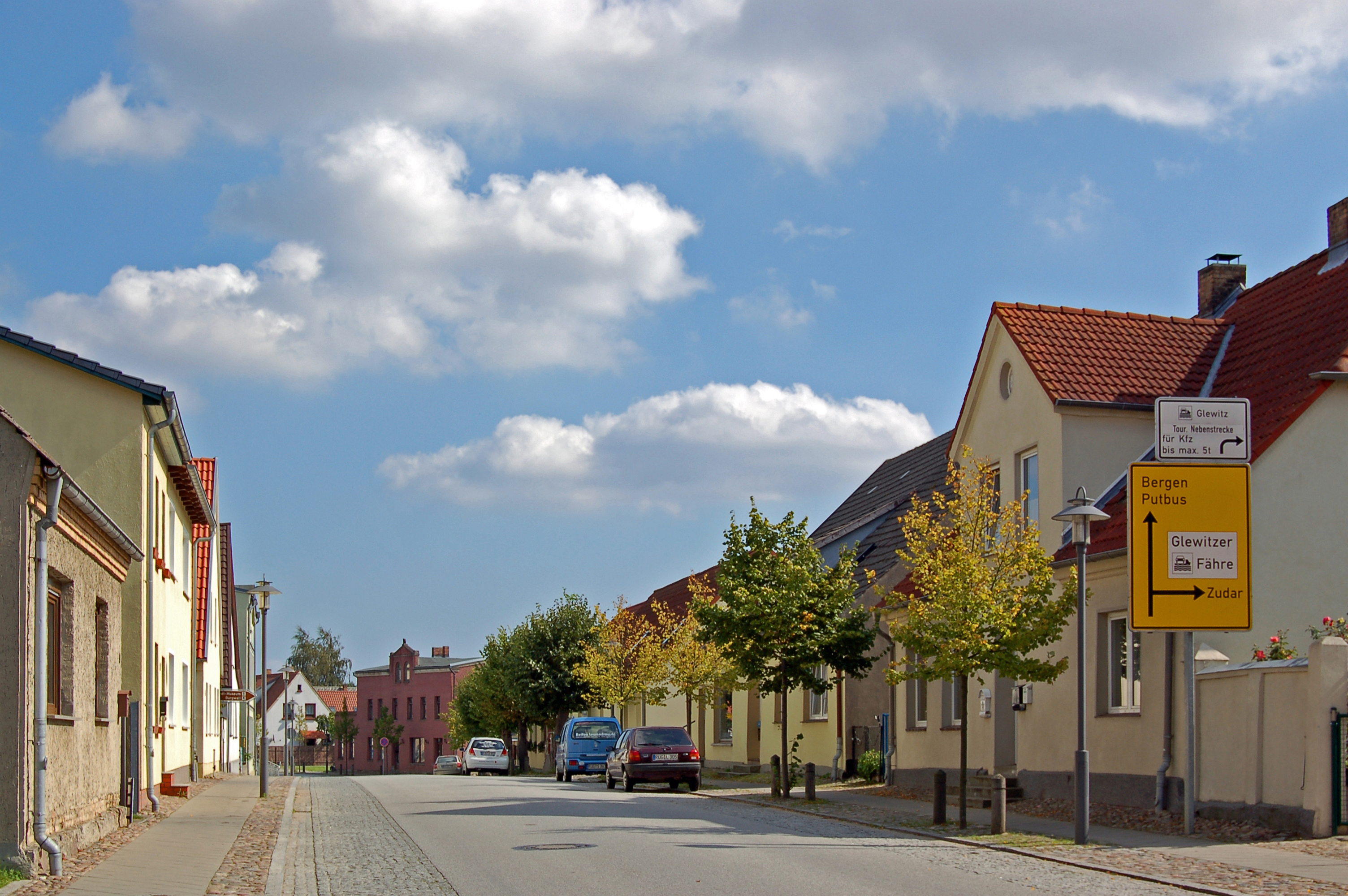